# Johan Jensen (strzelec)
Johan Jensen lub Jens Jensen (ur. w XIX wieku, zm. ?) – norweski strzelec, medalista mistrzostw świata.
Jensen wystartował na pierwszych mistrzostwach świata w strzelectwie (1897). W zawodach drużynowych w karabinie dowolnym w trzech postawach zdobył srebrny medal, uzyskując trzeci wynik w drużynie (skład zespołu: Olaf Frydenlund, Johan Jensen, Ferdinand Larsen, Ole Østmo, Henrik Skoftestad). Indywidualnie osiągnął 9. rezultat ex aequo z Maximem Landinem. W postawie leżącej zajął 12. miejsce, w klęczącej 22. miejsce ex aequo z Marcusem Ravenswaaijem, zaś w postawie stojącej 4. miejsce ex aequo z Henrikiem Skoftestadem.

## Medale mistrzostw świata
Opracowano na podstawie materiałów źródłowych:
| Mistrzostwa | Konkurencja                                     | Wynik                                                       | Miejsce |
| ----------- | ----------------------------------------------- | ----------------------------------------------------------- | ------- |
| Lyon 1897   | Karabin dowolny, trzy postawy, 300 m, drużynowo | 2249 pkt. lub ? (druż.) 447 pkt. (153–141–153) lub ? (ind.) |         |